# Commission des infractions fiscales
Pour les articles homonymes, voir CIF.
La Commission des infractions fiscales (CIF) est une commission administrative française créée par la loi no 77-1453 du 29 décembre 1977 et qui intervient dans le domaine de la lutte contre la fraude fiscale. Anciennement décrite comme autorité administrative indépendante (AAI) française, et reconnue comme telle par le rapport public du Conseil d'État sur les autorités administratives indépendantes de 2001, elle n'apparaît pas dans la loi du 20 janvier 2017 relative aux AAI.

## Rôle
Le rôle de la CIF est codifié à l'article L. 228 du Livre des procédures fiscales. Celui-ci dispose qu'en cas de fraude fiscale, telle que définie par l'article 1741 du code général des impôts, des poursuites pénales ne peuvent être engagées par le ministère public que sur avis conforme de la commission. En l'absence d'avis conforme de la commission, toute plainte pénale déposée par la direction générale des Finances publiques est jugée irrecevable: c'est le « verrou de Bercy ». Le 22 juillet 2016, ce mécanisme est jugé conforme à la Constitution par le Conseil constitutionnel.
Une fois saisie, la commission informe le contribuable concerné par lettre recommandée avec accusé de réception et lui donne trente jours pour soumettre par écrit à la commission tous les éléments qu'il juge nécessaires. La commission n'étant pas une juridiction, la procédure n'y est pas régie par les dispositions de la procédure pénale et le principe du contradictoire n'y a pas cours : ce sont des dispositions ad hoc précisées à l'article 228 du Livre des procédures fiscales qui s'appliquent. Si la commission rend un avis positif, la procédure pénale peut ensuite suivre son cours.
La commission ne s'intéresse pas aux infractions de droit commun, pour lesquelles la DGFiP peut déposer plainte sans devoir obtenir son avis. La commission a traité en 2013 1 113 dossiers et n'a rendu que 95 avis défavorables. Depuis le début des années 2000 le nombre de dossiers traités par la CIF est constant à environ un millier par an, atteignant par exemple 1 061 en 2015. Pour l'année 2015, cela représente ainsi un potentiel de 320 millions d'euros d'impôts fraudés, avec une moyenne de 338 140 euros par dossier traité. Chaque année la commission publie par ailleurs un rapport d'information à l'intention du gouvernement et du Parlement dans lequel elle résume son activité.

## Composition
Jusqu'au 1er janvier 2015 la commission était composée de vingt-quatre membres (douze titulaires et douze suppléants) dont douze conseillers d'État et douze conseillers-maîtres de la Cour des comptes. La loi no 2013-1117 du 6 décembre 2013 est intervenue et modifie par son article 13 cette composition. Depuis le 1er janvier 2015, la CIF est composée de huit conseillers d'État, huit conseillers-maîtres à la Cour des comptes élus par leurs pairs, huit magistrats honoraires à la Cour de cassation, et de quatre personnalités qualifiées nommées par les présidents du Sénat et de l'Assemblée nationale. Ces élections et nominations doivent par ailleurs désormais respecter la parité hommes-femmes.